# Kongeriget Ungarn
|  | Opdelingsforslag Denne artikel er foreslået opdelt i artiklerne Kongeriget Ungarn (1920–1946) og Kongeriget Ungarn (indtil 1918). (Diskutér forslaget). Hvis opdelingen sker, skal det fremgå af beskrivelsesfeltet, at opdelingen er sket (hvorfra og hvortil) eller af artiklens diskussionsside. |

Kongedømmet Ungarn (ofte bare forkortet til Ungarn) var en stat i Centraleuropa, som eksisterede fra 1000 til 1918 og dernæst fra 1920 til 1946 afbrudt af flere perioder med anarki og forskellige styreformer. 
Middelalderens Ungarn var det næststørste land i Europa, kun Det tysk-romerske rige var større, og befolkningsmæssigt det tredjestørste land. Kongedømmet Ungarn voksede frem i dagens vestlige Ungarn og Slovakiet og spredte sig siden til resten af det, som i dag er Ungarn, Transsylvanien (i dagens Rumænien), dagens østlige Slovakiet, Karpato-Ukraine, Vojvodina (i dagens Serbien), Burgenland Østrig, Slavonien (i dag Kroatien) og andre mindre områder i nærheden. Kongedømmet Kroatien (uden Slavonien) havde selvstyre fra 1091 til 1868, underlagt Ungarns krone og var i personalunion fra 1868 til 1918.

## Navn
I senmiddelalderen refererede de latinske ord «Natio Hungarica» og «Hungarus» til alle adelsmændene i kongeriget. Indbyggerne havde nationalfølelse, hvor loyalitet og patriotisme blev sat frem for etnisk oprindelse. Imidlertid, ifølge István Werbőczys Tripartitum, bestod «Natio Hungarica» kun af privilegerede adelsmænd, som var under Ungarns krone, uafhængigt af etnisk tilhørsforhold.
Det latinske navn Regnum Hungariae/Vngarie (Regnum betyder kongedømme); Regnum Marianum (Kongedømmet eller styret af St. Mary); eller bare Hungaria var betegnelsen, som blev brugt i officielle dokumenter fra begyndelsen af kongedømmet frem til 1840-årene, mens det tyske navn Königreich Ungarn blev brugt fra 1849 til 1860-årene, og det ungarske navnet Magyar Királyság i 1840-årene og fra 1860-årene til 1918. Navnene på de andre sprog brugt i kongeriget var Królestwo Węgier (polsk), Regatul Ungariei (rumænsk), Краљевина Угарска/Kraljevina Ugarska (serbo-kroatisk), Kraljevina Ogrska (slovensk), Uherské království (tjekkisk) og Uhorské kráľovstvo (slovakisk).